# Gerrie Dijkstra
Gerrie Dijkstra (21 september 1960) is een Nederlands voormalig voetballer die uitkwam voor PSV, Helmond Sport en Willem II. Hij speelde als aanvaller.